# 黃俊 (1956年)
黃俊（原名黃俊原，22歲後改名黃𣈱英，1956年—1995年10月17日），綽號「尖東之虎」、「尖東虎中虎」、「斧頭俊」，香港人，出身於元朗；人稱「大佬原」，未滿20歲已雄霸屯門一帶。並因此導致屯門一帶為新義安獨霸25年。1982年至1992年期間，黃俊掌管尖沙咀地方勢力一時無兩，全港獨大。黃俊亦為賭船東方公主號之老闆。此外，黃俊與「鬼添」李育添及「灣仔之虎」陳耀興為結拜兄弟。1992年，香港警方掃蕩新義安，黃俊因販毒和洗黑錢罪名被通緝而潛逃泰國。1995年10月17日，黃俊駕車由芭堤雅前往曼谷期間，遭遇交通失事當場死亡。在同年10月31日，黃俊遺體在歌連臣角火葬場火化之前，曾被職員試圖偷取遺物，此事被告上法庭。
黃俊之女兒黃伊汶（原名黃海慈，又名黃愷慈）及後加入娛樂圈，成為歌手。
香港電影《尖東雙虎》是根據黃俊和杜聯順的事蹟改編。